# Reglamento de Jornaleros
El Reglamento de Jornaleros o Decreto 177 de los gobiernos liberales de Guatemala fue emitido por el gobierno liberal del general Justo Rufino Barrios para garantizar el suministro de mozos colonos para las grandes fincas cafetaleras que se iniciaron con ese gobierno, luego de la promulgación del Decreto de Redención de Censos o Decreto 170 pocos meses antes, y que facilitó la expropiación de las tierras comunales de los indígenas. Esta legislación liberal colocó a la población indígena guatemalteca prácticamente a la disposición de los intereses de los nuevos latifundistas cafetaleros, y los tradicionales conservadores - con la notable excepción del clero regular de la Iglesia Católica, el cual fue expulsado del país. El decreto establecía que los indígenas quedaban obligados a trabajar en las fincas cuando los dueños de éstas los necesitaran y sin importar en donde se encontraran, y también quedaban bajo la tutela de las autoridades locales, quienes se encargaban de velar porque los contingentes de indígenas fueran enviados a las fincas.
Como resultado de este reglamento, hubo un notable aumento de las exportaciones, y se activó el intercambio con los países capitalistas;  tanto los antiguos conservadores aristócratas como los nuevos terratenientes cafetaleros se vieron beneficiados con estas medidas; los liberales cafetaleros se vieron obligados a atacar a la Iglesia Católica por los fuertes lazos que ésta tenía con los miembros del Clan Aycinena que gobernó a Guatemala junto con el general Rafael Carrera.

## Patrones

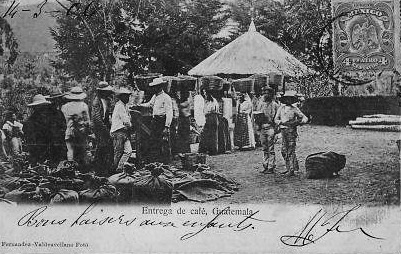
Entrega del café en una finca de alemanes. Con la Reforma Liberal se inició el cultivo a gran escala del café, lo que representó la implementación del reglamento de jornaleros que colocó a la población indígena en una posición de servidumbre en las fincas cafetaleras.

Los patrones eran los propietarios o arrendatarios de una finca rural o bien, aquellos que administraban dicha finca en lugar del propietario.  Agente del patrón, el individuo autorizado para concertar trabajadores y representarlo ante las autoridades en los contratos o reclamaciones por el mismo motivo; El agente obliga al patrón a estar y pasar por los conciertos o contratos que celebre con jornaleros. 
El patrón y sus agentes estaban obligados a mantener el orden sus fincas, a exigir a los jornalero que trataran de acomodarse en su finca, a llevar un registro o matrícula de cuentas corrientes, en donde asentará semanalmente el debe y el haber de cada jornalero, a proporcionar a los colonos habitaciones de teja o de paja, y proporcionarle trabajo a ellos y sus familias para que todos ellos pudieran ganarse un jornal.
Si el patrón o sus representantes no cumplían con sus obligaciones, eran penado con una multa de diez a cincuenta pesos, según los casos, y ningún patrón tenía derecho de castigar al colono o jornalero por faltas cometidas en la finca, sino que debía dar parte a la autoridad local más inmediata para que conociera de la falta y la castigara.  Cuando algún particular deseaba un mandamiento de jornaleros, tenía que solicitarlo del jefe político del departamento, cuya autoridad designaba el pueblo de indios que debía proporcionar a los mozos. Cuando un patrón solicitaba un mandamiento de jornaleros tenía que pagar medio real por cada jornaleros si el mandamiento era por ocho o quince días, y si era por más de quince días un real por cada uno.

## Jornaleros
Había tres especies de jornaleros: colonos, jornaleros habilitados para trabajar por tarea, por día o por mes, y jornaleros no habilitados.

### Jornaleros colonos

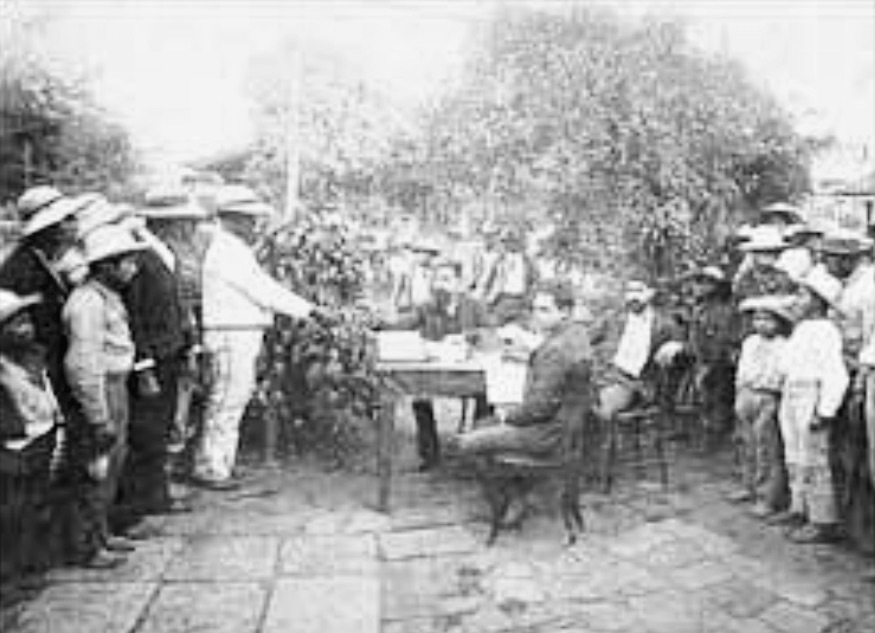
Pago a jornaleros en Santa Rosa en 1890 de acuerdo al Reglamento de Jornaleros instituido por Barrios.

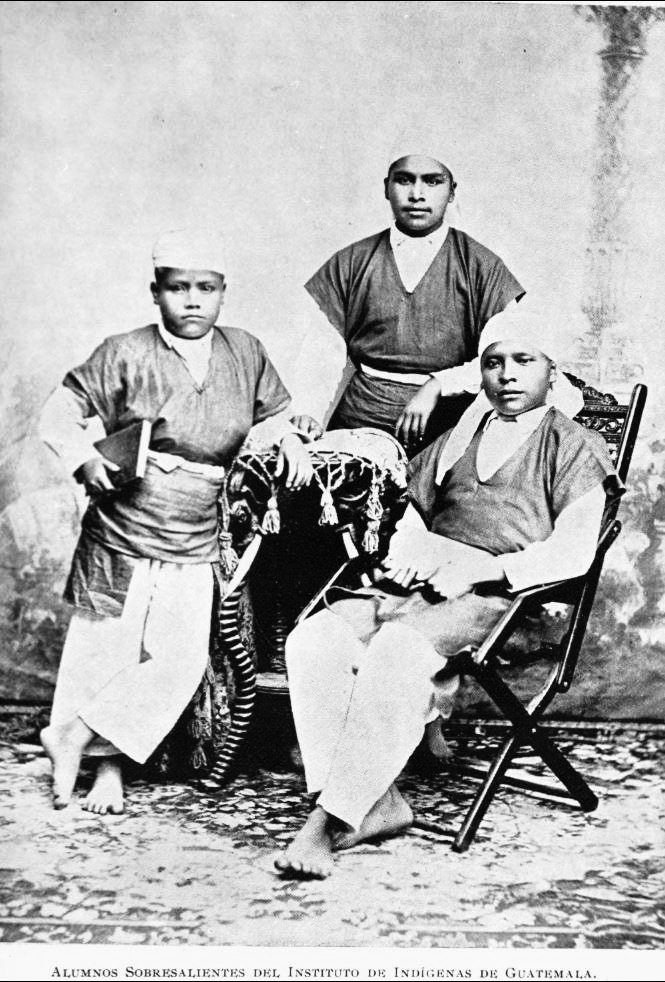
Estudiantes aventajados del Instituto Agrícola de Indígenas en 1897. Ellos son: Victoriano Abac, Evaristo Manuel T. y Pedro Bertrán, quienes pudieron estudiar la escuela primera gracias a lo estipulado en el Reglamento de Jornaleros.

Los jornaleros colonos eran los que se comprometían a residir y trabajar en una finca rural o que de hecho trabajaban y residían en ella; también se consideraban como mozos colonos los que arrendaban fincas de campo y estaban obligados a trabajar en la finca principal si en el contrato de arrendamiento no se hubiera estipulado lo contrario. El tiempo por el cual podía concertarse un colono era convencional y no podía exceder de cuatro años; sin embargo, el reglamento estipulaba que un colono no se podía retirar de la finca sin estar solvente con su patrón aunque hubiera pasado el término estipulado y esto era aprovechado por los patronos para endeudar innecesariamente a los colonos y lograr que quedaron en una situación de servidumbre. El reglamento también estipulaba que debían permanecer en la finca todo el tiempo concertado y no retirarse de ella antes que este terminara, aun cuando estuvieran solventes con su patrón.
Los mozos colonos -como también se les llamaba- estaban obligados a trabajar en la finca por el salario convenido siempre que hubiera trabajo en ella y estaban sometidos al patrón y a los agentes de este, en todo lo relativo al buen orden y ejecución de los trabajos de la finca Para llevar el control de su pago, estaban obligados por el reglamento a conservar la libreta de su cuenta corriente, cuidando de que el patrón asentara semanalmente el saldo más actualizado en la misma; ahora bien, esta cláusula también se prestó a numerosos abusos, pues prácticamente todos los mozos colonos eran analfabetos y dependían de la buena fe de los agentes de los patrones en este aspecto.
Una de las mejores normas que se incluían en el reglamento era que los mozos colonos estaban obligados a enviar a sus hijos a la escuela de primeras letras establecida en la misma finca.  En un reportaje que hizo La Ilustración Guatemalteca en 1897, el niño indígena Evaristo Manuel T., quien era originario de la aldea Pichec en el municipio de Rabinal, Baja Verapaz contaba en una carta redactada en perfecto castellano que desde temprana edad ayudó en las tareas del hogar, principalmente pastoreando el ganado y haciendo encomiendas para sus padres, actividad que realizó hasta los once años de edad, cuando las autoridades de Pichec le exigieron a sus padres que lo llevaran a la escuela de la aldea de acuerdo a la ley que había estipulado Barrios en 1877. En el mismo reportaje apareció una carta escrita por el niño Pedro Bertrán, originario de la aldea El Chol, en Baja Verapaz, quien cuenta que logró estudiar porque ya existía la ley del general Justo Rufino Barrios que obligaba a los padres de familia a enviar a sus hijos a las casas de instrucción y que a los ocho años de edad empezó a estudiar en la escuela de El Chol. Afortunadamente para ambos, el gobierno del general José María Reyna Barrios les otorgó una beca para estudiar el Instituto Agrícola de Indígenas en la Ciudad de Guatemala.
Los patrones calculaban la suma que podían anticipar a los colonos según los trabajos que éstos iban a ejecutar y el tiempo del compromiso, pero muchas veces lograban que el mozo quedara endeudado por mucho más tiempo que el originalmente estipulado.

### Jornaleros habilitados y no habilitados
Los jornaleros habilitados eran los que recibían dinero anticipado y quedaban obligados a pagarlo con su trabajo personal en una finca; tenían las mismas obligaciones que el colono con la diferencia de que cuando no estaban concertados por tiempo determinado, podían retirarse de la finca, una vez pagado el anticipo. Por su parte, los jornaleros no habilitados eran los que se comprometían a trabajar sin recibir anticipo alguno y tenían que cumplir el tiempo que se obligaron a trabajar, el que generalmente era de una semana como mínimo. A estos jornaleros se les tenía que pagar su jornal semanalmente a menos que se hubiera estipulado otra cosa.

## Autoridades a cargo de los jornaleros

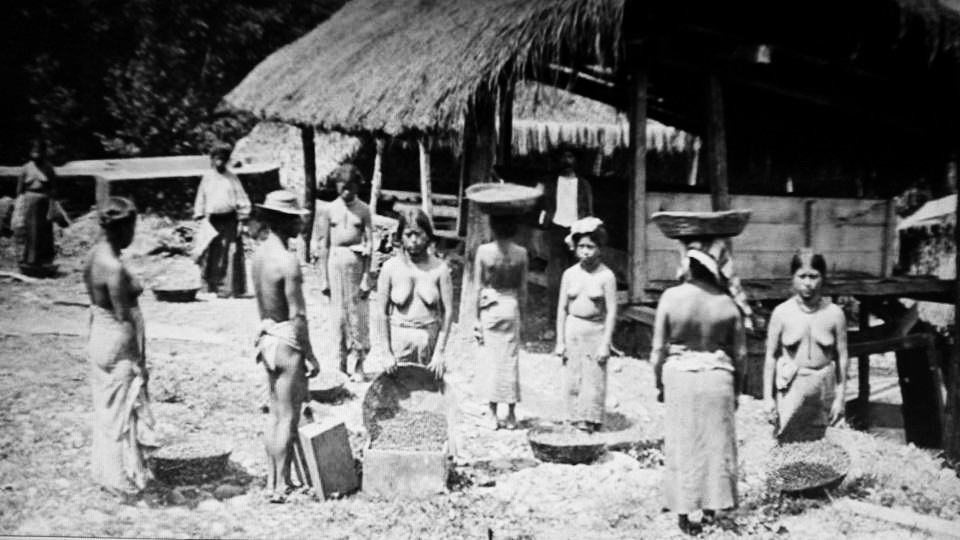
«Temporeras» -jornaleras- en una finca de café en 1875. Las temporeras iban del altiplano guatemalteco a trabajar a lugares cálidos para el corte de café tipo arábigo -o sea de árbol alto. El capataz es el mozo varón. Fotografía de Eadweard Muybridge.

Las autoridades competentes para controlar a los jornaleros eran los jefes políticos, los gobernadores de los pueblos, los alcaldes municipales o jueces de paz y los alcaldes auxiliares.
A esta autoridades se podía pedir mandamientos -es decir, envío de grupos de jornaleros- y éstas estaban obligadas a proporcionarlos por ocho o quince días, si los jornaleros eran del mismo departamento donde se halla la finca, y por un mes si eran originarios de otro departamento; en el primer caso el patrón no estaba obligado a pagar a los jornaleros ningún gasto de viaje, y en el segundo, tenía la obligación de pagarles dos reales por cada diez leguas de ida y nada por el regreso.  Las autoridades tenían las obligaciones siguientes: 
1. Intervenir en los contratos enganche de colonos, jornaleros habilitados o no habilitados, siempre que eran requeridas por cualquiera de las partes.
2. Administrar pronta y cumplida justicia, en caso de contención o desacuerdo entre el patrón y el colono o jornalero y hacer que cada uno por su parte cumpliera con sus respectivas obligaciones.
3. Cumplir con prontitud las prevenciones de los jefes políticos sobre un mandamiento de jornaleros.
4. Facilitar a los patrones o sus agentes el enganche de jornaleros.
5. Autorizar a los dueños de fincas para que tuvieran una habitación de encierro para asegurar a cualquiera que cometa un delito o falta, mientras se ponía a disposición de la autoridad; si los patrones no tenían dicha habitación, tenían que conducir a los colonos inmediatamente al pueblo más próximo.
6. Autorizar las boletas de solvencia cuando algún jornalero quisiera cambiar domicilio, cuando el patrón se negaba a hacerlo.[4]

## Suspensión temporal de 1894

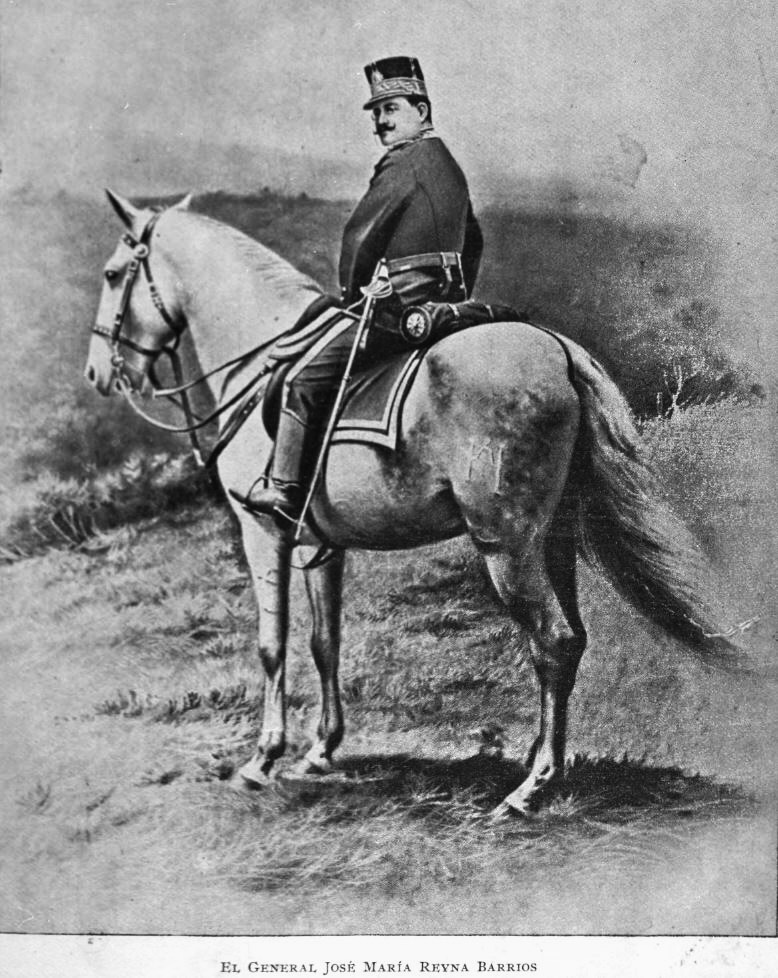
Presidente general José María Reina Barrios el 28 de junio de 1896. Fotografía de Alberto G. Valdeavellano.

El 23 de octubre de 1894, por medio del decreto N.º 471, el presidente general José María Reina Barrios derogó el Reglamento de Jornaleros indicando que el «trabajo obligatorio que en las fincas particulares se impone a los indígenas, quienes constituyen la mayoría de los habitantes de la República, es opuesto a aquella preciosa garantía, establecida por la Constitución [...] que uno de los propósitos que el Gobierno tiene en mira y que estima como un deber ineludible es el de emancipar al indio o india del estado de postración en que se encuentra, levantándolo al nivel de sus conciudadanos y haciéndolo partícipe de las ventajas que proporciona la civilización [...] desde el 15 de marzo de 1894 quedan abolidos los mandamientos de jornaleros, hasta hoy autorizados por ley; y en consecuencia, queda derogado el decreto número 177 y todos los reglamentos, circulares y demás disposiciones que le son complementarios».
Durante los años de bonanza que siguieron, el gobierno liberal de Reina Barrios fomentó la creación y ampliación del Instituto Agrícola de Indígenas, pero tras el colapso económico de Guatemala debido a la caída internacional del precio del café y de la plata, el fracaso de la Exposición Centroamericana y las revoluciones de 1897, el Reglamento de Jornaleros se restituyó.